# Сінікюла
Сі́нікюла (ест. Siniküla) — село в Естонії, у волості Тарту повіту Тартумаа.

## Населення
Чисельність населення на 31 грудня 2011 року становила 91 особу.

## Географія
Поблизу населеного пункту проходить автошлях 2 (Таллінн — Тарту — Виру — Лугамаа), естонська частина європейського маршруту E263. Від села починається дорога 22107 (Сінікюла — Лаева — Роотсі).

## Історія
До 25 жовтня 2017 року село входило до складу волості Лаева.